# Aiyansh
Aiyansh est un ancien village amérindien du centre-ouest la province canadienne de Colombie-Britannique. Il est fondé en 1878, par le missionnaire Robert Tomlinson anglican pour les autochtones Nisga'a christianisés. Les ruines du village se situent à 6 km au nord-est de l'actuelle Gitlaxt'aamiks (anciennement appelée New Ayansh), sur la rive droite du fleuve Nass,.

## Histoire
Territoire occupé par la tribu amérindienne des Nisga'a.